# Плесинов, Василий Никитович
Василий Никитович Плесинов (1923—1996) — участник Великой Отечественной войны, помощник командира взвода 50-го гвардейского стрелкового полка (15-я гвардейская стрелковая дивизия, 5-я гвардейская армия, 1-й Украинский фронт), гвардии старший сержант. Герой Советского Союза (1945).

## Биография
Родился 6 августа 1923 года в селе Малей (по другим данным в селе Бутырки) ныне Грязинского района Липецкой области в семье рабочего. Русский.
Окончил 4 класса. Работал токарем на паровозостроительном заводе в городе Новочеркасске (ныне электровозостроительный завод).
В Красной Армии с ноября 1941 года. На фронте в Великую Отечественную войну с февраля 1943. Участвовал в Сталинградской битве и в форсировании Днепра. В 1944 году был принят в члены ВЛКСМ.
Помощник командира взвода комсомолец гвардии старший сержант Плесинов одним из первых 23 января 1945 года преодолел Одер севернее города Оппельн (ныне Ополе, Польша). В боях за плацдарм проявил мужество и самоотверженность, успешно отражал контратаки врага, 9 гитлеровцев взял в плен.
В 1946 году старший сержант Плесинов был демобилизован. В 1948 вновь призван в Советскую Армию. Член КПСС с 1949 года. В 1950 году окончил военно-политическое училище. С 1971 года полковник Плесинов — в запасе.
Жил в городе Новочеркасске, работал военруком средней школы № 9.
Умер 13 декабря 1996 года, похоронен в Новочеркасске.

## Награды
- Указом Президиума Верховного Совета СССР от 27 июня 1945 года гвардии старшему сержанту Плесинову Василию Никитовичу присвоено звание Героя Советского Союза[3].
- Медаль «Золотая Звезда» № 8950 (27.06.1945)[4][5];
- Орден Ленина № 59053 (27.06.1945)[4][6];
- Орден Отечественной войны I-й степени (06.04.1985)[7][8];

- Орден Красной Звезды (28.11.1944)[9];
- Орден Славы III степени (19.09.1944)[10];
- Медаль «В ознаменование 100-летия со дня рождения Владимира Ильича Ленина» (6 апреля 1970)
- Медаль «За победу над Германией в Великой Отечественной войне 1941—1945 гг.»

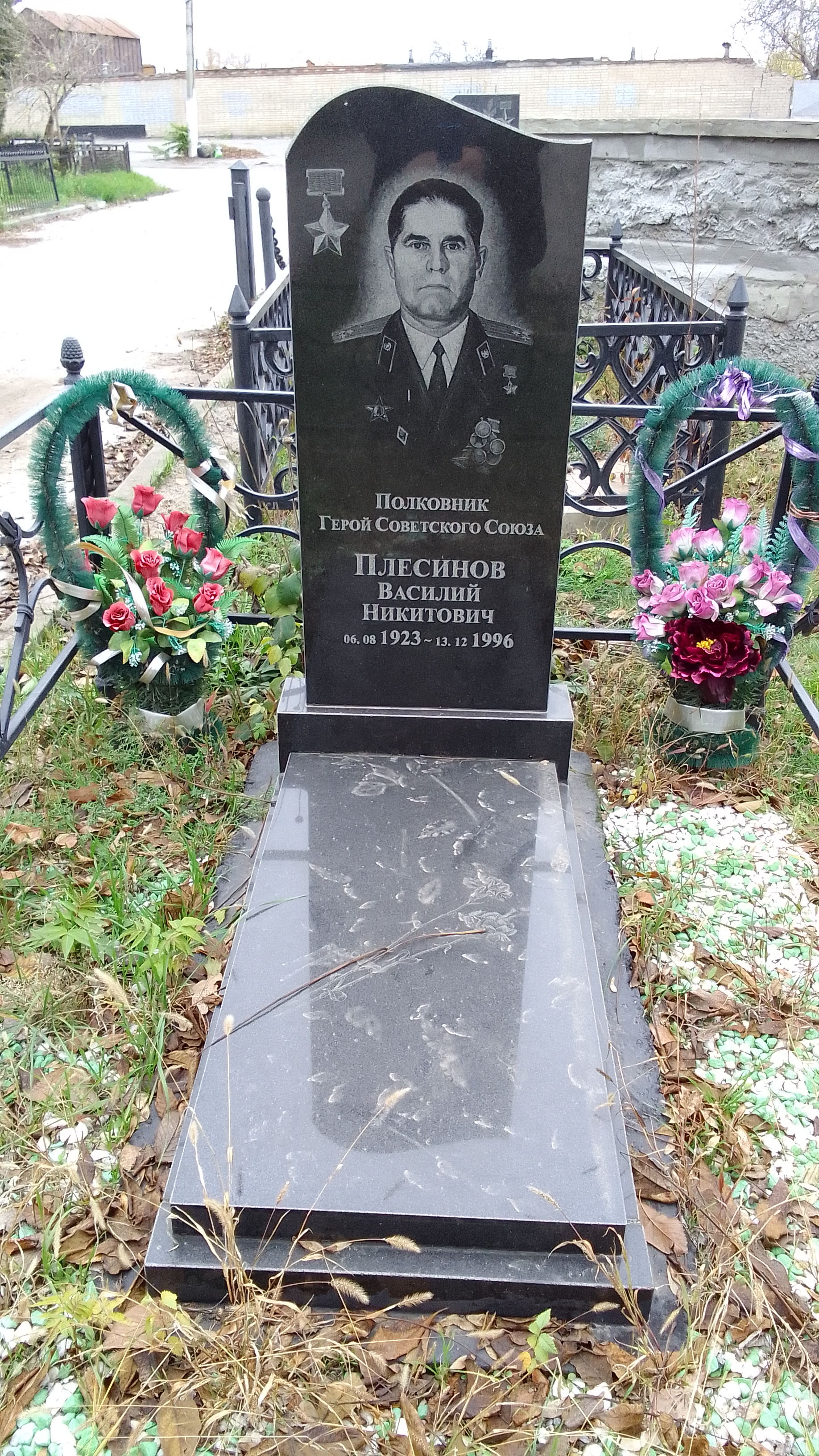
Надгробный памятник на могиле Плесинова Василия Никитовича

- Надгробный памятник на могиле Плесинова Василия НикитовичаМедаль «Двадцать лет Победы в Великой Отечественной войне 1941—1945 гг.»
- Юбилейная медаль «Тридцать лет Победы в Великой Отечественной войне 1941—1945 гг.»[11]
- Медаль «Сорок лет Победы в Великой Отечественной войне 1941-1945 гг.»[12]
- Юбилейная медаль «50 лет Победы в Великой Отечественной войне 1941—1945 гг.»[13]

- Медаль «Ветеран труда»
- Медаль «30 лет Советской Армии и Флота».[14]
- Юбилейная медаль «40 лет Вооружённых Сил СССР»[15]
- Юбилейная медаль «50 лет Вооружённых Сил СССР» (26 декабря 1967[16])
- Юбилейная медаль «60 лет Вооружённых Сил СССР» (28 января 1978[17])
- Юбилейная медаль «70 лет Вооружённых Сил СССР» (28 января 1988[18])
- и другими

## Память
- На доме № 20 по улице Свободы, где проживал Плесинов, установлена мемориальная доска[19].
- На здании школы № 9 микрорайона Соцгород, где работал военруком В. Н. Плесинов, 29 апреля 2015 года установлена мемориальная доска[20].
- Мемориальная доска в память о Плесинове установлена Российским военно-историческим обществом на здании Новочеркасской средней школы № 9, где он учился.